# يو إس إيه إيه موستانغ
يو إس إيه إيه موستانغ (بالإنجليزية: USAAF Mustang)‏، هي لعبة فيديو يابانية من نوع شوتم أب، صدرت اللعبة سنة 1990، وتعمل لمنصة جهاز الأركيد وميجا درايف، وهي من تطوير إن إم كاي، ونشرها شركتي تايتو ويو بي إل، أعيد الإصدار سنة 2021، وتعمل لمنصتي بلاي ستيشن 4 ونينتندو سويتش.